# Asaphomorpha furfuracea
Asaphomorpha furfuracea är en skalbaggsart som beskrevs av Leon Fairmaire 1903. Asaphomorpha furfuracea ingår i släktet Asaphomorpha och familjen Melolonthidae. Inga underarter finns listade.